# Протасов Ігор Володимирович
Ігор Володимирович Протасов (7 вересня 1953, Львів) — український математик, педагог, доктор фізико-математичних наук (1990), професор (1991), провідний науковий співробітник науково-дослідної частини факультету комп'ютерних наук та кібернетики Київського національного університету імені Тараса Шевченка.

## Життєпис
1970-75 — студент факультету кібернетики Київського національного університету імені Тараса Шевченка.
Працює в Київському університеті після закінчення аспірантури: асистент, старший викладач, доцент, професор кафедри математичних основ кібернетики (сучасна назва — кафедра дослідження операцій).
Кандидатська дисертація «Топологічні властивості решітки підгруп групи» (1978, науковий керівник — доктор фізико-математичних наук Віктор Чарін).
У 1990 році захистив докторську дисертацію на тему «Локальний метод і многовиди алгебраїчних систем», у 1991 році одержав атестат професора кафедри дослідження операцій.

## Наукові інтереси
- теорія груп і напівгруп;
- топологія;
- топологія.

## Науковий доробок
Автор понад 150 наукових робіт, 5 навчальних посібників та 5 монографій